# Masataka Azuma
Masataka Azuma (我妻 正崇 Azuma Masataka?) es un seiyū japonés nacido el 25 de enero, en Tokio, Japón.

## Roles interpretados
Lista de los roles interpretados durante su carrera.
Los papeles principales están en negrita.

### Anime
2005
- Kaiketsu Zorori como Hawke

2006
- Nana (manga) como Personal.
- Lista de episodios de Pokémon: Diamante y Perla como Roark
- Ghost Slayers Ayashi como Joven samurai

2007
- Reideen como Junki Saiga
- Mobile Suit Gundam 00 como Lichtendahl Tsery[1]）

2008
- Macross Frontier como Clerk
- Allison & Lillia como Aldeanos, Audiencia
- To Love-Ru como Colector, Tsure
- CLANNAD como Estudiante
- Linebarrels of Iron como Estudiante, Estudiantes de secundaria

2009
- Jewelpet como Naoto